# Delfínovcovití indičtí
Delfínovcovití indičtí (Platanistidae) je čeleď říčních delfínů, do které se řadí jediný rod Platanista se dvěma recentními zástupci z Jižní Asie, a sice delfínovcem induským a ganžským. Jak už názvy druhů napovídají, delfínovec induský žije v řece Indus a jeho přítocích, delfínovec ganžský v řece Ganze.

## Systematika
Skupina Platanistidae, česky kdysi překládáno jako delfínovcovití, původně sdružovala všechny tehdy známé říční delfíny, a sice delfínovce amazonského, čínského, ganžského a laplatského. V tomto pojetí tedy skupina delfínovcovitých byla identická se skupinou říčních delfínů (později ještě došlo k vydělení delfínovce induského do samostatného druhu a delfínovec amazonský se také dále rozdělil). S podrobným genetickým a morfologickým výzkumem se však začaly ukazovat hluboké rozdíly, které mezi říčními delfíny panují, a celá skupina se prokázala jako polyfyletická. Delfínovec laplatský začal být řazen do samostatné čeledi Pontoporiidae, delfínovec amazonský do čeledi Iniidae, a delfínovec čínský do čeledi Lipotidae.